# Херцогиня Дьо Полиняк
Йоланда-Мартина-Габриела дьо Поластрон, херцогиня дьо Полиняк (8 септември 1749 – 9 декември 1793), е френска аристократка, придворна дама и фаворитка на кралица Мария-Антоанета.

## Живот
Габриела дьо Полиняк е родена в Париж на 8 септември 1749, но израства в Лангедок. Дъщеря е на Жан Габриел, граф дьо Поластрон, и на Жана Шарлот Херо.
На 7 юли 1767 Габриела се омъжва за Франсоа Арманд, граф дьо Полиняк, от когото има 4 деца.
През 1775 г. семейство Полиняк са поканени във Версай, където Габриела успява да спечели доверието на кралица Мария-Антоанета. Кралицата се привързва силно към младата и очарователна Габриела, която става безспорен лидер в тесния приятелски кръг на кралицата. Близките ѝ отношения с кралицата я издигат до положението на кралска гувернантка, която се ползва със самостоятелен тринадесетстаен апартамент във Версай. Привързаността на Мария-Антоанета към херцогиня дьо Полиняк ражда слухове за хомосексуални отношения между кралицата и придворната ѝ дама.
В навечерието на Френската революция херцогиня дьо Полиняк става символ на егоизма и разточителството на аристократите от стария режим. След падането на Бастилията на 14 юли 1789 г. Габриела дьо Полиняк и семействотото ѝ успяват да емигрират в Швейцария.
Херцогиня дьо Полиняк умира на 9 декември 1793 във Виена, Австрия, малко след екзекуцията на Мария-Антоанета.